# Elevation (álbum)
Elevation es un álbum en vivo del saxofonista estadounidense Pharoah Sanders, publicado en febrero de 1974 a través del sello Impulse! Records.

## Recepción de la crítica
Un escritor no especificado de la revista Cash Box escribió: “Pharoah demuestra que es verdaderamente un exponente magistral de la forma en su último LP, uno que combina su mejor trabajo de saxo con el talento de músicos tan excelentes”.

## Lista de canciones
Toda la música compuesta por Pharoah Sanders, excepto donde esta anotado. 
| Lado uno |                                          |                          |          |  |
| N.º      | Título                                   | Fecha de grabación       | Duración |  |
| 1.       | «Elevation»                              | 9 de septiembre de 1973  | 18:26    |  |
| 2.       | «Greeting to Saud (Brother McCoy Tyner)» | 13 de septiembre de 1973 | 4:15     |  |

| Lado dos |                                                      |                         |          |  |
| N.º      | Título                                               | Fecha de grabación      | Duración |  |
| 1.       | «Ore-Se-Rere (Nigerian Juju HiLife)» (Ebenezer Obey) | 7 de septiembre de 1973 | 5:44     |  |
| 2.       | «The Gathering»                                      | 7 de septiembre de 1973 | 14:09    |  |
| 3.       | «Spiritual Blessing»                                 | 9 de septiembre de 1973 | 6:20     |  |

## Créditos y personal
Créditos adaptados desde las notas de álbum de Elevation.
Personal técnico
- Ed Michel – productor
- Baker Bigsby – ingeniero de audio (1, 3–5), mezclas
- Ken Caillat – ingeniero de audio (1, 3–5)
- Kathryn King – ingeniero de audio (1, 3–5)
- Myles Weiner – ingeniero de audio (1, 3–5)
- Stephen Jarvis – ingeniero de audio (2)
- Bodhi Wind – ilustración
- Tim Bryant – diseño de portada